# Paralecanium ovatum
Paralecanium ovatum är en insektsart som beskrevs av Morrison 1921. Paralecanium ovatum ingår i släktet Paralecanium och familjen skålsköldlöss. Inga underarter finns listade i Catalogue of Life.